# Spiritistische Fotografie
Spiritistische Fotografie ist der Versuch, übersinnliche oder paranormale Phänomene fotografisch festzuhalten, um so ihre Existenz zu beweisen. Ausgangspunkt ist dabei die Annahme, dass mit fotografischen Verfahren nicht nur der für den Menschen sichtbare Anteil des elektromagnetischen Spektrums dargestellt werden könne.

## Geschichte und Entwicklung
In der Frühzeit der Fotografie wurden die Möglichkeiten und Grenzen des neuen Mediums entdeckt; dabei gelang in unterschiedlichen Bereichen die Visualisierung des zuvor Unsichtbaren; im Rahmen einer visuellen Zeitenwende wurden zunächst die Möglichkeiten der Optik und des Lichtes erkundet und ausgereizt.
Der Fotografie selbst wurde dabei ein acheiropoietischer Charakter zugeschrieben, wie bereits aus Talbots Bezeichnung des Verfahrens als photogenic drawing und dem Buchtitel Pencil of Nature hervorgeht.

### Anwendung in Grenzbereichen
Die Fotografie wurde im 19. Jahrhundert sowie zu Beginn des 20. Jahrhunderts als grafisch ungedeutetes Bild betrachtet, das dem Menschen einen Zugang zum Unsichtbaren eröffnete. Diese der Fotografie zugeschriebene Objektivität machte sie zur „wahren Retina des Gelehrten“ (Janssen) und ließ die wissenschaftliche Fotografie entstehen, bei der der Fotoapparat als das „vorrangige Hilfsmittel des menschlichen Auges“ (Frizot 1998: 274) betrachtet wurde. Angesichts der Wunderleistungen der Fotografie fiel es schwer, die Grenzen der fotografischen Möglichkeiten zu determinieren, die Möglichkeiten des neuen Mediums wurden noch erkundet.
Ein früher Versuch, die „Lichtschwingungen der Seele“ fotografisch aufzuzeichnen, findet sich bei Hippolyte Baraduc in L'Ame humaine von 1896, der von einer „spontanen Ikonographie“ sprach. Seine Bilder zeigen beispielsweise die „vitale Kraft, die durch den mitfühlenden Seelenzustand eines Kindes angezogen wird“, als strömungsartig angeordnete Schleier; wie diese Bilder entstanden, ist nicht detailliert bekannt.
Auch eine Variante des Naturselbstdrucks wurde um 1900 mit Aufkommen der Fotografie thematisiert: Das nach Untersuchungen aus dem Jahr 1988 aus dem Mittelalter stammende Turiner Grabtuch wurde 1898 von Secondo Pia sowie 1931 von Giuseppe Enrie fotografiert; auf dem Negativ der Fotografien ist ein Bild eines Menschen zu sehen, das viel klarer war als der nur schemenhafte Umriss auf dem Grabtuch. Dieses Phänomen verlieh dem Grabtuch eine neue medielle Beachtung. (Frizot 1998: 283; vgl. auch P. Vignon, Le Linceul de Christ; étude scientifique. Paris 1902).
1898 behauptete Emil Jacobson in der Photographischen Rundschau, er habe mit sogenannten Elektrografien „nachweisen können, daß Liebe und Haß sich auch in der Tierwelt elektrografisch feststellen lassen“; er zeigte „Bilder glühenden Hasses“ von Tieren, die er aufeinander gehetzt und mit einem elektrografischen Verfahren fotografiert hatte. Jacobsons meinte diese Strahlen nicht nur bei belebter Materie darstellen zu können, sondern etwa auch bei einem Würstchen: „Das Würstchen links leuchtet wenig, es scheint kränklich [...]“.
„Es mochte zunächst scheinen, als kehrte die Zeit der Ikonen zurück, wenn in der Dunkelkammer, wie von Engelshand geführt, ein Bild aus der Fläche stieg. Es wundert daher nicht, dass die Fotografie im 19. Jahrhundert gerne vereinnahmt wurde von Geistersehern, die mit dem neuesten technischen Medium spiritistische Experimente durchführten, um die uralte Annahme zu beweisen, es gäbe ein paranormales Leben neben dem Alltag“ (Beat Wyss, Über die Herstellung des Unsichtbaren).
Das Bild Teleplasma und spiritistisches Bild von Deane, ein so genanntes Gedankenfoto, entstanden um 1920, zeigt beispielsweise einen weiblichen Torso, der aus einem schleierumhüllten Kopf aufsteigt; in derartigen Werken mischen sich Einflüsse der Psychoanalyse mit fotografischen Montagetechniken zu einem ästhetischen Ausdruck des Seelenlebens.
Die so genannte Aura (auch Fluidum oder Bioplasma) – nicht zu verwechseln mit Benjamins Aura-Begriff – lässt sich angeblich als Emanationsphänomen chemisch durch die Effluviographie aufnehmen.
Dem Japaner Masaru Emoto wurde nachgesagt, mit seinen Fotografien von Wasserkristallen nachweisen zu können, dass Wasser auf Emotionen reagiere sowie Informationen speichern und mit anderen Flüssigkeiten austauschen könne. Diese Experimente sind jedoch mit wissenschaftlicher Methodik nicht reproduzierbar. Emoto selbst hatte keinen wissenschaftlichen Anspruch, sondern bezeichnete seine Arbeit als Kunst (“Therefore, the photograph of crystals is neither science nor religion. I hope it is enjoyed as a new type of art.”).

### Kirlianfotografie
Die Kirlianfotografie wurde 1937 von Semjon Kirlian entdeckt, 1949 patentiert und von seiner Frau Valentina weiterentwickelt. Mittels Hochspannung werden Koronaentladungen bzw. Glimmentladungen an elektrisch leitfähigen Materialien wie Metallen, aber auch lebenden Organismen erzeugt. Die optischen Erscheinungen sind selbstleuchtende Entladungskanäle infolge einer Gasentladung. Technisch verwendet werden diese physikalischen Phänomene beispielsweise in Glimmlampen und dem Spielzeug Plasmalampe. Durch die geringe Stromstärke ist dies für die meisten Menschen ungefährlich, außer für Personen mit Herzschrittmacher oder Herzschwäche. Die Ionisierung der Luft kann ab 5 kV schädliche Gase wie Stickstoffdioxid oder Ozon erzeugen (siehe auch:Ozon#Fotokopierer).
Die auraähnlichen Abbildungen werden in der Esoterik mit dem Energiekörpers der Theosophie und der Anthroposophie in Verbindung gebracht und zur Abbildung der Meridiane genutzt. Die Anwendung zur Diagnostik des menschlichen Gesundheitszustandes ist medizinisch mehrfach widerlegt worden.
Die Effekte wurden von 1989 bis 1990 an der TU Berlin untersucht, „durch Manipulation der Hautfeuchtigkeit, Waschen mit verschiedenen Reinigungsmitteln, Streßsituationen, Nikotineinfluß und (mit Einschränkung) durch Konzentrations- und Meditationsübungen“ konnten Änderungen der Coronabilder erzeugt werden. Die Bilder der einzelnen Testpersonen hatten schematisch über Monate hinweg gleiche Muster. Der Phantomblatteffekt (ein verstümmeltes Pflanzenblatt erscheint im Kirlianfoto angeblich vollständig) konnte nicht reproduziert werden, auch bei Gummibärchen wurde eine Korona abgebildet.